# Atef-Pehu (nomós XXI)
Atef-Pehu (el llorer del nord o el sicòmor del nord) fou el nom del nomós XXI de l'Alt Egipte. La capital fou Shenakhen o Semenuhor i després (Cocodrilòpolis rebatejada Arsinoe. Semenuhor fou la clàssica Akanthon. El deu principal fou Khnum.